# حشمش
حشمش هي إحدى القرى اللبنانية من قرى قضاء زحلة في محافظة البقاع.